# ناندانا سين
ناندانا سين هي ممثلة هندية، ولدت في 19 أغسطس 1967 بكلكتا في الهند.

## وصلات خارجية
- ناندانا سين على موقع IMDb (الإنجليزية)
- ناندانا سين على موقع ألو سيني (الفرنسية)
- ناندانا سين على موقع أول موفي (الإنجليزية)
- ناندانا سين على موقع قاعدة بيانات الفيلم (الإنجليزية)
- ناندانا سين على موقع كينوبويسك (الروسية)